# 君怡酒店 (香港)

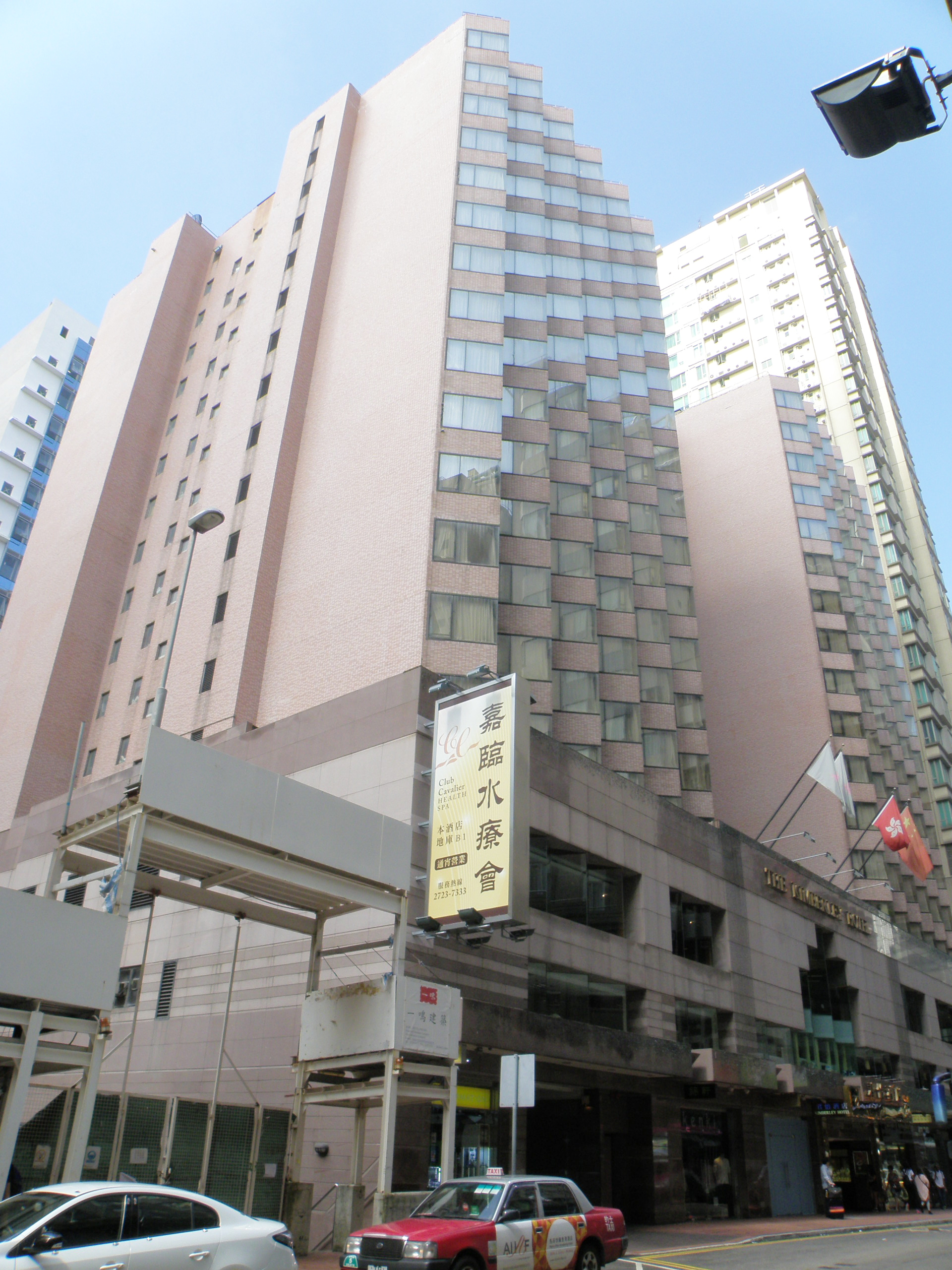
維景尖沙咀酒店酒店全貌

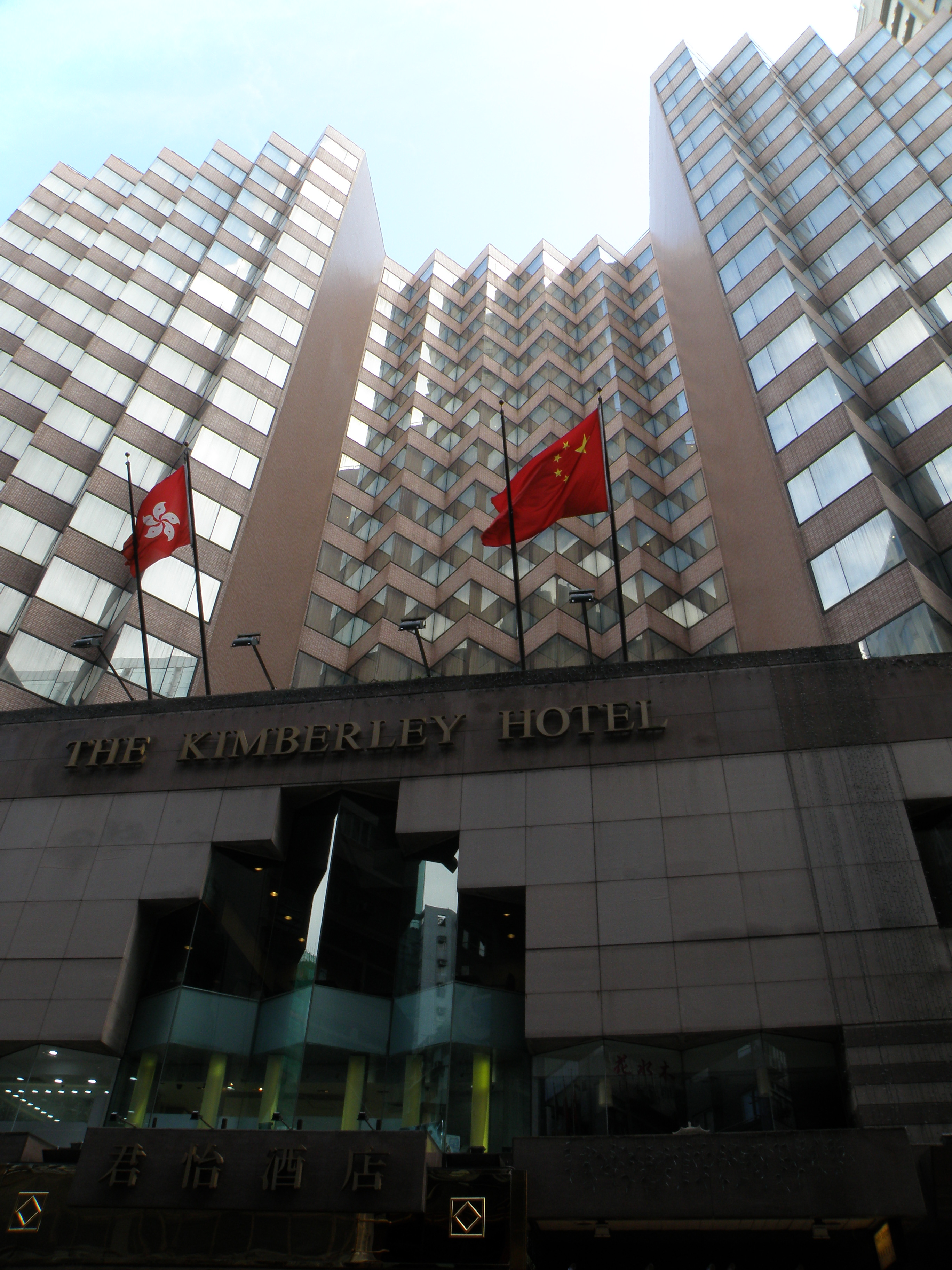
維景尖沙咀酒店正面

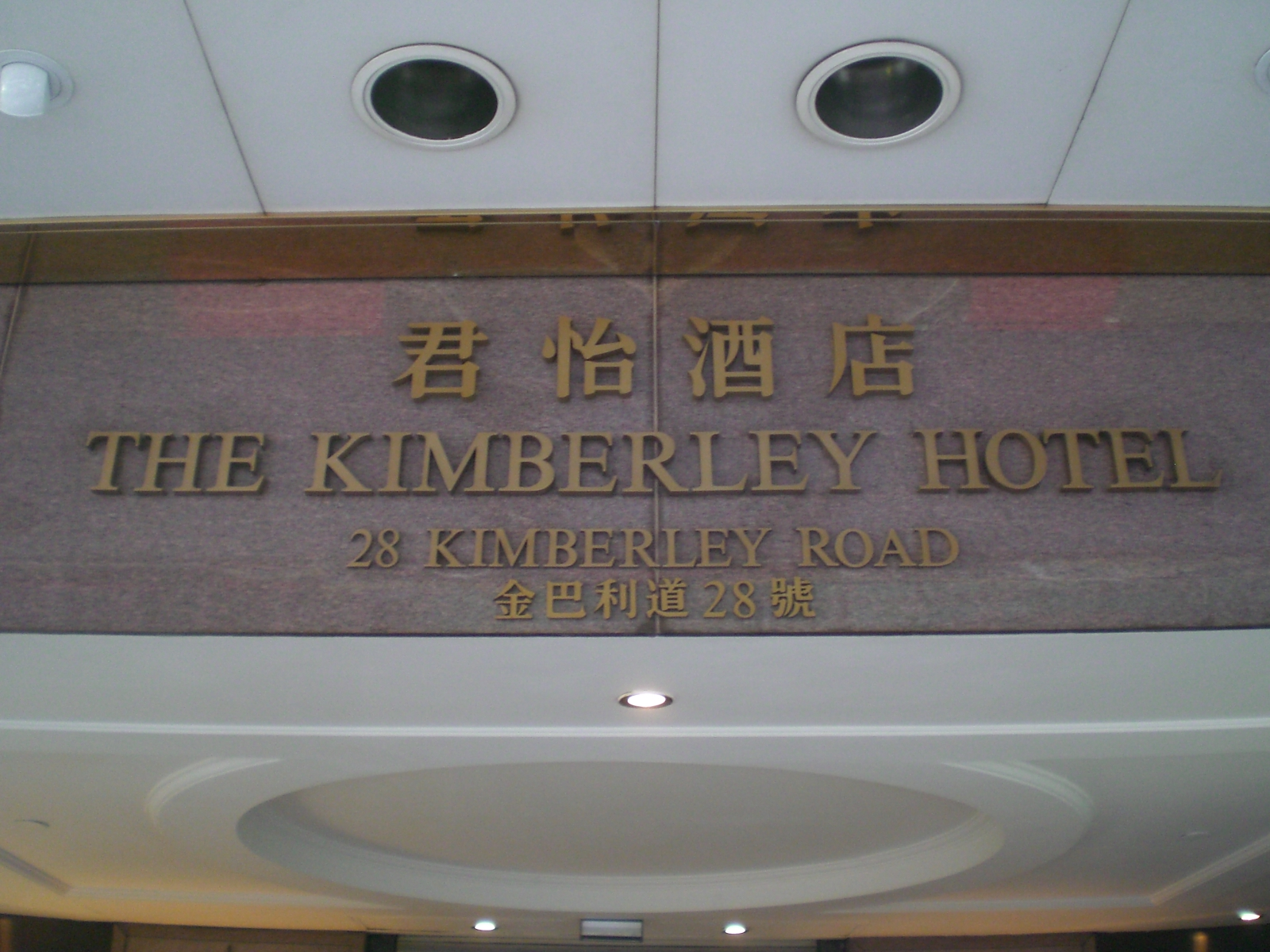
維景尖沙咀酒店門牌

君怡酒店（英語：Kimberley Hotel），是香港的一間四星級酒店，位於九龍尖沙咀金巴利道28號，鄰近港鐵尖沙咀站，於1990年開幕，佔地約20559平方呎，建築面積約278606平方呎。其中，地下設多個舖位，商舖面積約33712平方呎，閣樓及1樓有咖啡室、餐廳等。2至21樓為酒店客房，共提供546間豪華客房，包括497間客房，以及49間豪華套房。

## 歷史
君怡酒店於1990年由商人劉希泳在香港創立。尖沙嘴金巴利街市與君怡酒店位處同一幢大樓，街市佔用3及4樓兩層，總建築面積為37500平方呎，該街市已關閉，現為入境事務處 - 西九龍辦事處。
2017年3月劉希泳在內地因故死亡後，君怡酒店被接管並在2019年交由會計師事務所放售，意向價約60億元，終在同年10月份以42.957億元出售予債權人之一的中國信達。
2022年12月，中旅酒店完成對香港君怡酒店收購，並計劃轉牌為尖沙咀維景酒店。及後計劃取消，並將君怡酒店納入為中旅酒店品牌之一。

## 酒店設施
- 健身房
- 商務中心
- 宴會廳
- 桑拿
- 咖啡店
- 酒吧
- 餐廳
- 購物中心（維景尖沙咀酒店購物中心）

## 餐廳
- 咖啡屋
- 君怡閣海鮮酒家
- 觀瀑廊

## 參看
- 香港酒店列表

## 外部連結
- 香港維景尖沙咀酒店網站（页面存档备份，存于）

1. ↑  https://www.hk01.com/article/233014?utm_source=01articlecopy&utm_medium=referral
2. ↑  
.   [2025-01-25]. （原始内容存档于2024-08-07）.